# ベベチオ
ベベチオ（BEBECHIO）は日本の2人組音楽ユニットである。2000年結成。

## メンバー
- 早瀬直久（1977年-）ボーカル・ギター・作詞・作曲
- 平良正仁（1977年-）ベース

## ディスコグラフィー

### シングル
- 幸福のスイッチ（2006年10月4日）映画「幸福のスイッチ」主題歌
  1. 幸福のスイッチ
  2. 想い描いて
  3. 碧い砂(夏の遠吠えver.)

### ミニアルバム
- 自主制作ミニアルバム（2002年7月）完売
- 左右対称のダンス（2003年6月25日）
  1. ハイキング
  2. 泪橋
  3. モモンガ
  4. ポンポコだぬき
  5. かくれんぼ
  6. 子供みたいに
  7. セミの声
- ひとつやふたつ（2004年10月20日）
  1. 12月の晴れの日
  2. くだものをください
  3. はちみつハウス
  4. ノンノン
  5. ララバイ
  6. 月もまあるい
  7. 橋をわたれば
- JAPANESE SPOON（2005年11月16日）
  1. ちよこれいと
  2. スペランカー
  3. 異心電信
  4. レインマン
  5. 黄緑先生
  6. 魚が手をふる日
  7. ガーター

### フルアルバム
- ちょうちょ（2008年2月13日）
  1. お花畑
  2. モーニング
  3. butterfly
  4. 風のいたずら
  5. 恋の中
  6. F
  7. 想い描いて
  8. かわいそうな花
  9. アイボリー
  10. 別れのスプーン
  11. 幸福のスイッチ

- リビングのデカダンス（2011年4月28日）
  1. bit
  2. いとしいときわ
  3. キーワード
  4. 写真の声
  5. 愛のカタチ
  6. BOY
  7. ブギのカギ
  8. 蛍
  9. どこ吹く風
  10. 水の泡
  11. つづく